# Рікорда (річка)
Рі́корда (рос. Рикорда) — невелика річка на півдні острова Кунашир (Сахалінська область Росії). Названа на честь Петра Рікорда, російського віце-адмірала, члена-кореспондента Петербурзької академії наук.
Бере початок на південних схилах вулкана Головніна, протікає на південний схід, за 400 м від берега моря повертає на схід і тече паралельно берегу 2,2 км. В місці повороту існує невеликий пересихаючий влітку рукав, який одразу впадає до моря. Впадає до озера Весловського, в північній його частині, яке розташоване в основі Весловського півострова.
Довжина річки становить 13 км, похил — 14,2 м/км. Приймає декілька дрібних приток. Нижня течія заболочена. В середній течії та в гирлі збудовано мости.